# Heinrich Rudolf Hertz
Heinrich Rudolf Hertz (Hamburg, Alemanya, 1857 - Bonn, 1894) fou un físic i professor universitari alemany que provà l'existència de les ones electromagnètiques predites per les equacions electromagnètiques de James Clerk Maxwell. Arran d'això, la unitat de freqüència internacional de cicle per segon va ser batejada, en el seu honor, amb el nom d'hertz.

## Biografia
Va néixer el 22 de febrer de 1857 a la ciutat d'Hamburg, en una família jueva, de l'elit d'Hamburg. El seu pare era Gustav Ferdinand Hertz, advocat i senador de la ciutat imperial lliure d'Hamburg, que al casar-se amb Anna Elisabeth Pfefferkorn, filla d'un senador luterà, es convertí al cristianisme.
Mentre estudiava a la universitat de Berlín, Heinrich Rudolf Hertz va demostrar aptituds tant per a les ciències com per a les llengües, aprenent l'àrab i el sànscrit. Va estudiar física i química, així com enginyeria, a les ciutats alemanyes de Dresden, Múnic i Berlín, sota les ordres de Gustav Kirchhoff i Hermann von Helmholtz. Va obtenir el seu doctorat l'any 1880 i va continuar com a deixeble de Helmholtz fins al 1883, any en el qual és nomenat professor de física teòrica a la universitat de Kiel. Posteriorment el 1885 va esdevenir professor a la universitat de Karlsruhe.
L'any 1886, Hertz es casà amb Elisabeth Doll, filla de Max Doll, professor de geometria a Karlsruhe. Junts, van tenir dos fills, la Johanna, nascuda el 20 d'octubre de 1887, i la Mathilde, nascuda un 14 de gener de 1889. La Mathilde, en un futur, es convertiria en una biòloga força rellevant.
A l'abril de 1889, Hertz aconseguí la plaça titular de professor de física i director de l'institut de física de Bonn que mantingué fins a la seva mort. Durant aquest temps, va avançar en el camp de la mecànica teòrica. Publicà els seus progressos en la obra pòstuma Die Prinzipien der Mechanik in neuem Zusammenhange dargestellt l'any 1894.

### Mort
Va morir l'1 de gener de 1894 a la ciutat de Bonn, a l'edat de 36 anys i a conseqüència d'una septicèmia. El seu nebot Gustav Ludwig Hertz va ser guardonat amb el Premi Nobel de Física l'any 1925, i el fill d'aquest, Carl Hellmuth Hertz, va inventar l'ultrasonografia mèdica. Va ser sebollit al cementiri d'Ohlsdorf a Hamburg.

## Recerca científica
Durant la seva estada a Karlsruhe, al 1885, a partir de l'experiment de Michelson de 1881 (precursor de l'experiment Michelson-Morley de 1887) i que va refutar l'existència de l'èter lumínic, Hertz reformulà les equacions de Maxwell per a descobrir les ones electromagnètiques. Així les seves investigacions van provar experimentalment que els senyals elèctrics poden viatjar a través de l'aire lliure, com havia estat predit vint anys enrere per James Clerk Maxwell i Michael Faraday. L'any 1888 demostrà la seva existència construint un aparell per a produir ones de ràdio. Per l'emisor, va emprar un oscil·lador, i pel receptor, un ressonador. Gràcies a ells, Hertz va poder fer un càlcul de la velocitat de desplaçament de les ones en l'aire, apropant-se molt al valor estimat per Maxwell, de 300 000 km/s. Hertz se centrà en les consideracions teòriques del seu descobriment, deixant els aspectes pràctics pels altres.
L'experiment de Hertz és considerat el principal precursor de la ràdio sent clau en els descobriments de l'enginyer electrònic italià Guglielmo Marconi, que va utilitzar l'article de Hertz per construir un emissor de ràdio, i pels avenços d'Aleksandr Stepànovitx Popov pioner de la ràdio a Rússia.
També va descobrir l'efecte fotoelèctric, i que va ser explicat més endavant per Albert Einstein, quan va notar que un objecte carregat perd la seva càrrega més fàcilment en ser il·luminat per la llum ultraviolada.

## Reconeixements
L'any 1930 la Comissió Electrotècnica Internacional va decidir anomenar la unitat del SI de la freqüència amb el nom d'hertz.
El cràter lunar Hertz s'anomenà així en honor a ell.
En honor seu s'anomenà l'asteroide (16761) Hertz descobert el 3 d'octubre de 1996 per Vittorio Goretti.

## Obres
- Ueber die Induction in rotirenden Kugeln (en alemany).  Berlín: Schade, 1880.
- Die Prinzipien der Mechanik in neuem Zusammenhange dargestellt (en alemany).  Leipzig: Johann Ambrosius Barth, 1894.
- Schriften vermischten Inhalts (en alemany).  Leipzig: Johann Ambrosius Barth, 1895.

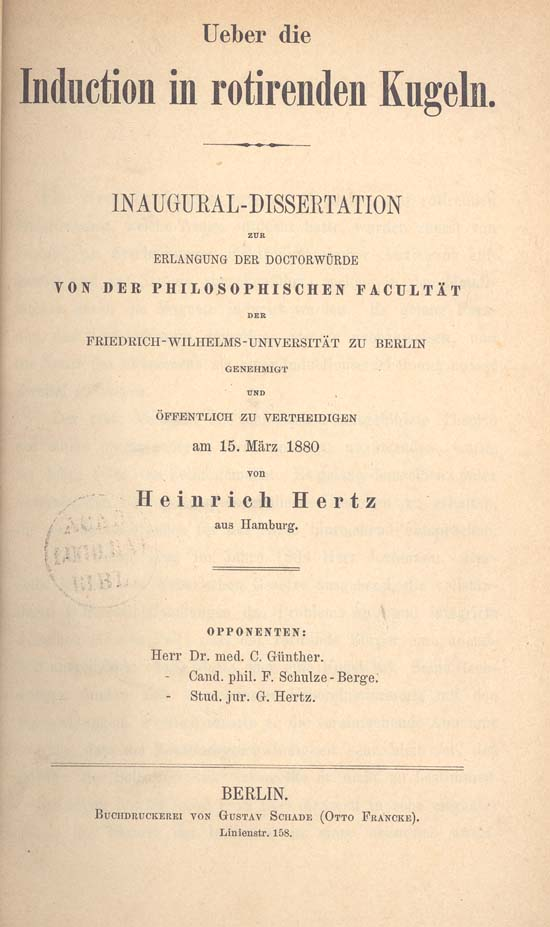
Ueber die Induction in rotirenden Kugeln, 1880
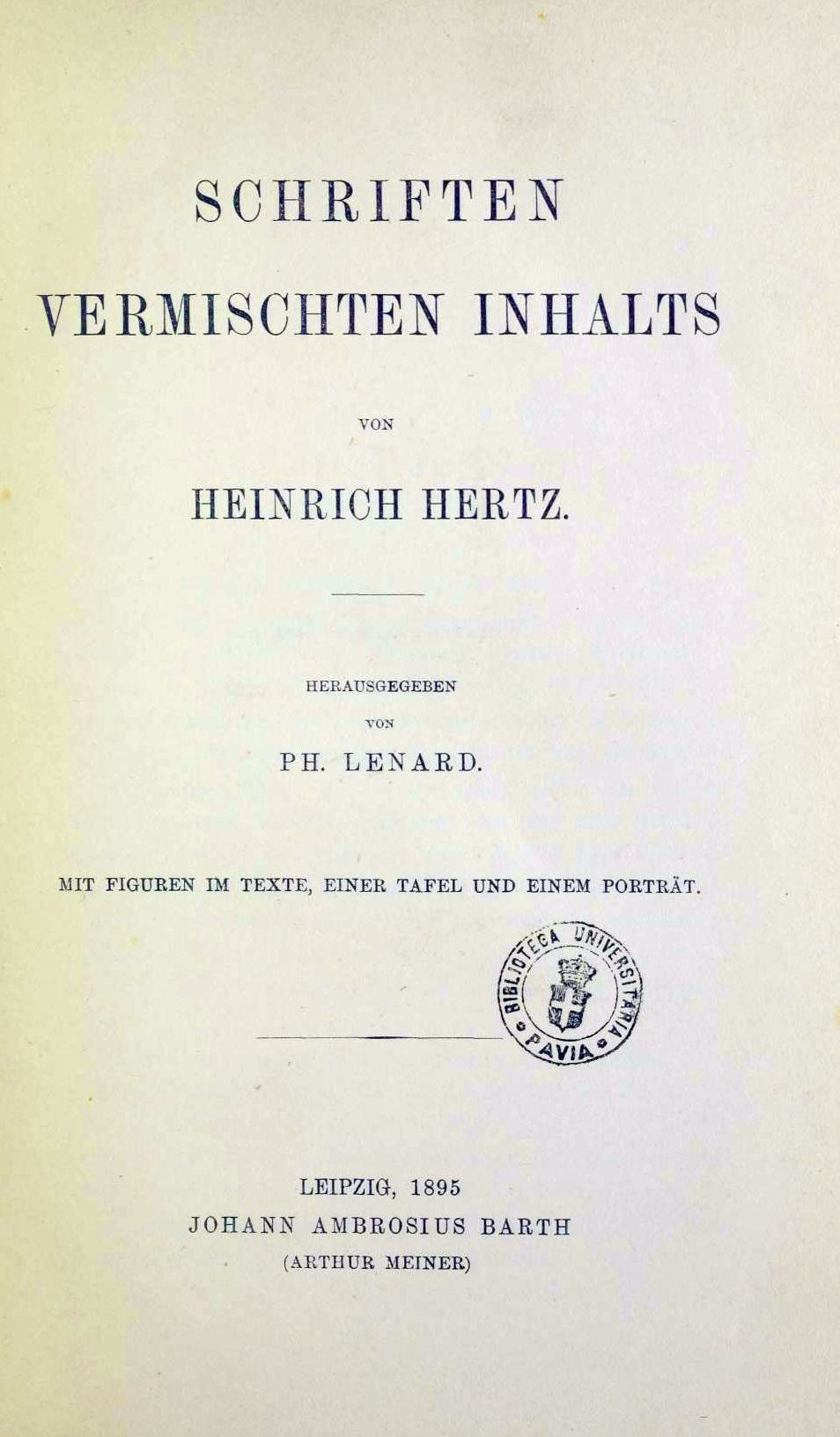
Schriften vermischten Inhalts, 1895